# Israeliska bosättningar
Israeliska bosättningar avser samhällen och jordbruksenheter på mark som är ockuperad av staten Israel och befolkad av israeliska medborgare. Bosättningarna har oftast uppförts med politiskt, militärt och finansiellt stöd av den israeliska regeringen. Efter Sexdagarskriget 1967 ockuperade Israel Sinaihalvön, Gazaremsan, Västbanken (inklusive Östra Jerusalem) och Golanhöjderna. Sinaihalvön återlämnades till Egypten åren 1974-1982, medan bosättningarna på Gazaremsan utrymdes 2005.

## Bosättare och bosättningar

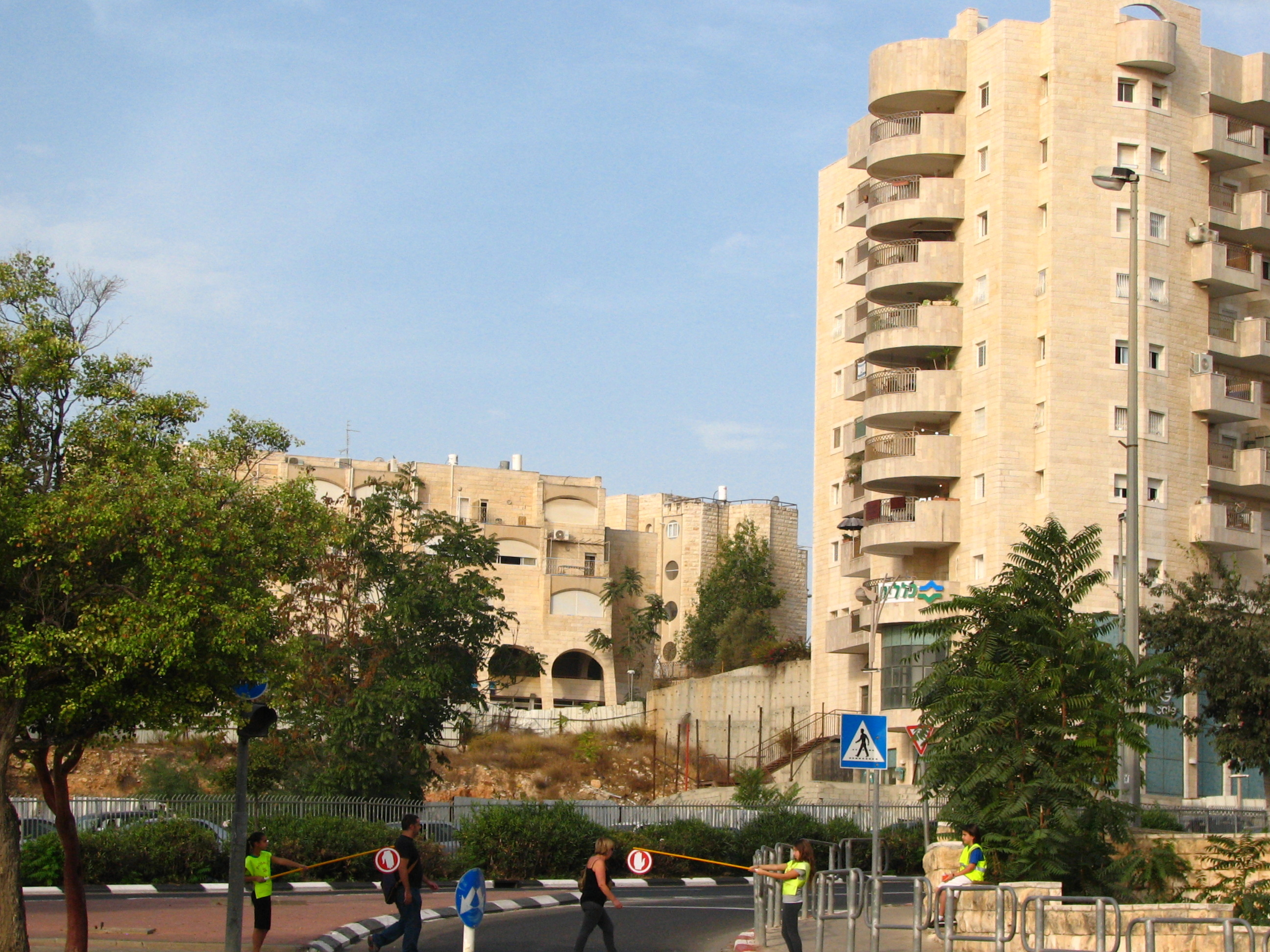
Gilo, Östra Jerusalem

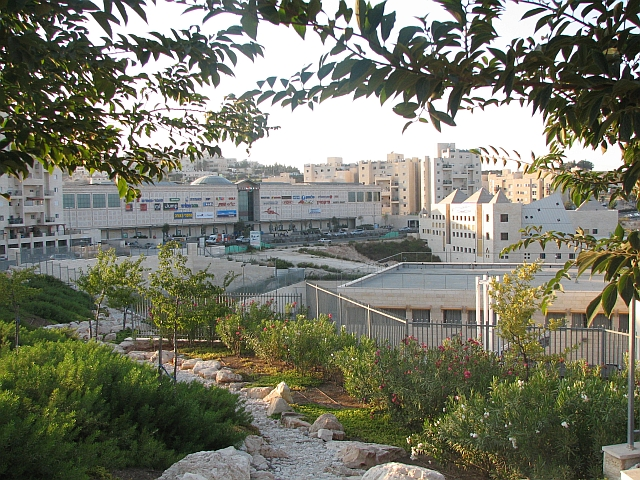
Pisgat Ze'ev, Östra Jerusalem

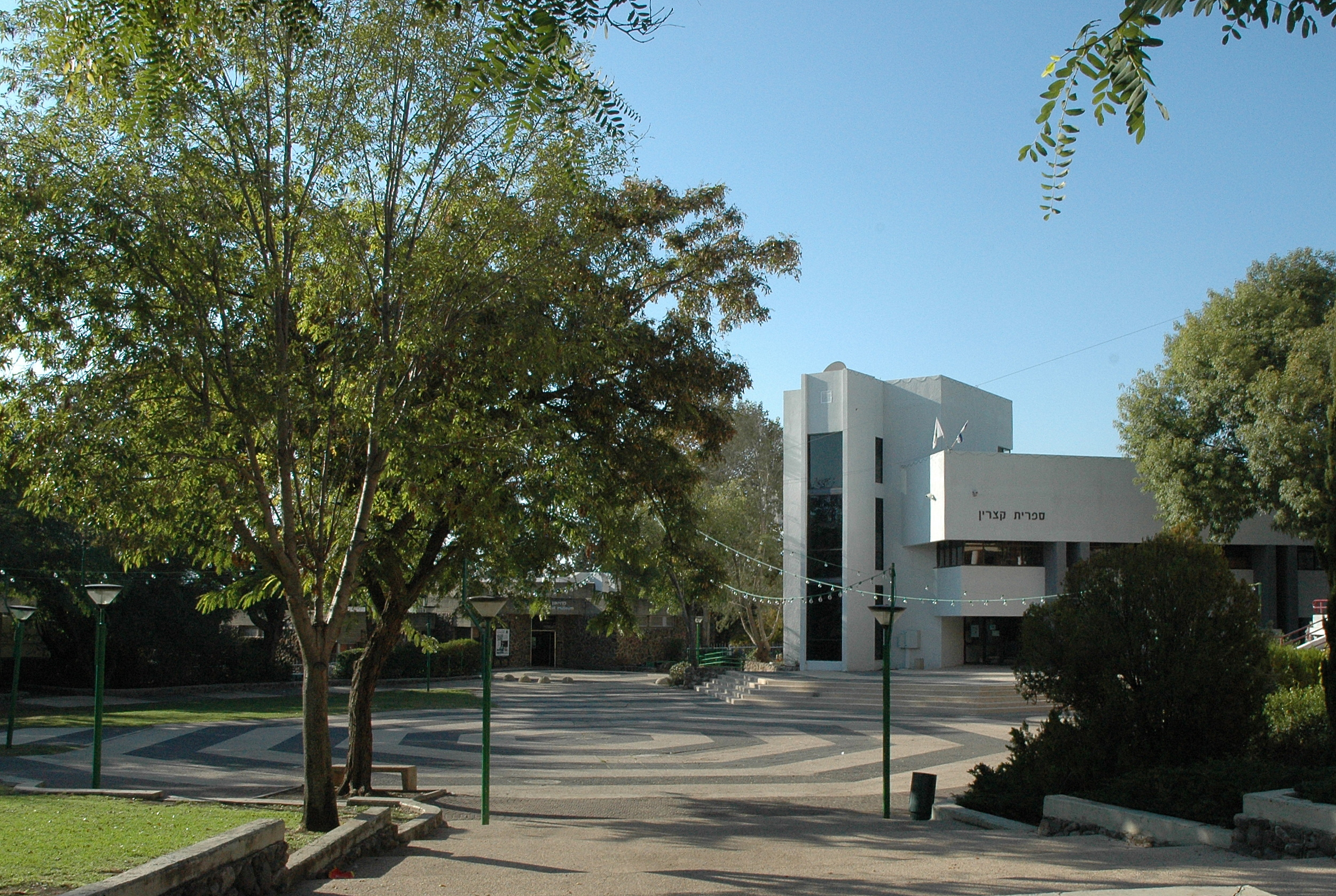
Katzrin, Golanhöjderna

### Bosättarnas perspektiv och historia
Bosättarrörelsen var till en början ideologiskt motiverad. Grupper av israeliska judar ville återbefolka de antika områdena Judeen och Samarien (dagens Västbanken) och/eller förhindra skapandet av en palestinsk stat. Till en början var detta inte uppmuntrat av Israels regering, men regeringen tog efter hand större och större hänsyn till faktum att allt fler bosättningar fanns etablerade.  
På 2020-talet är de flesta bosättare snarare motiverade av ekonomiska och praktiska skäl. Bland annat är mark   generellt billigare än i Israel.

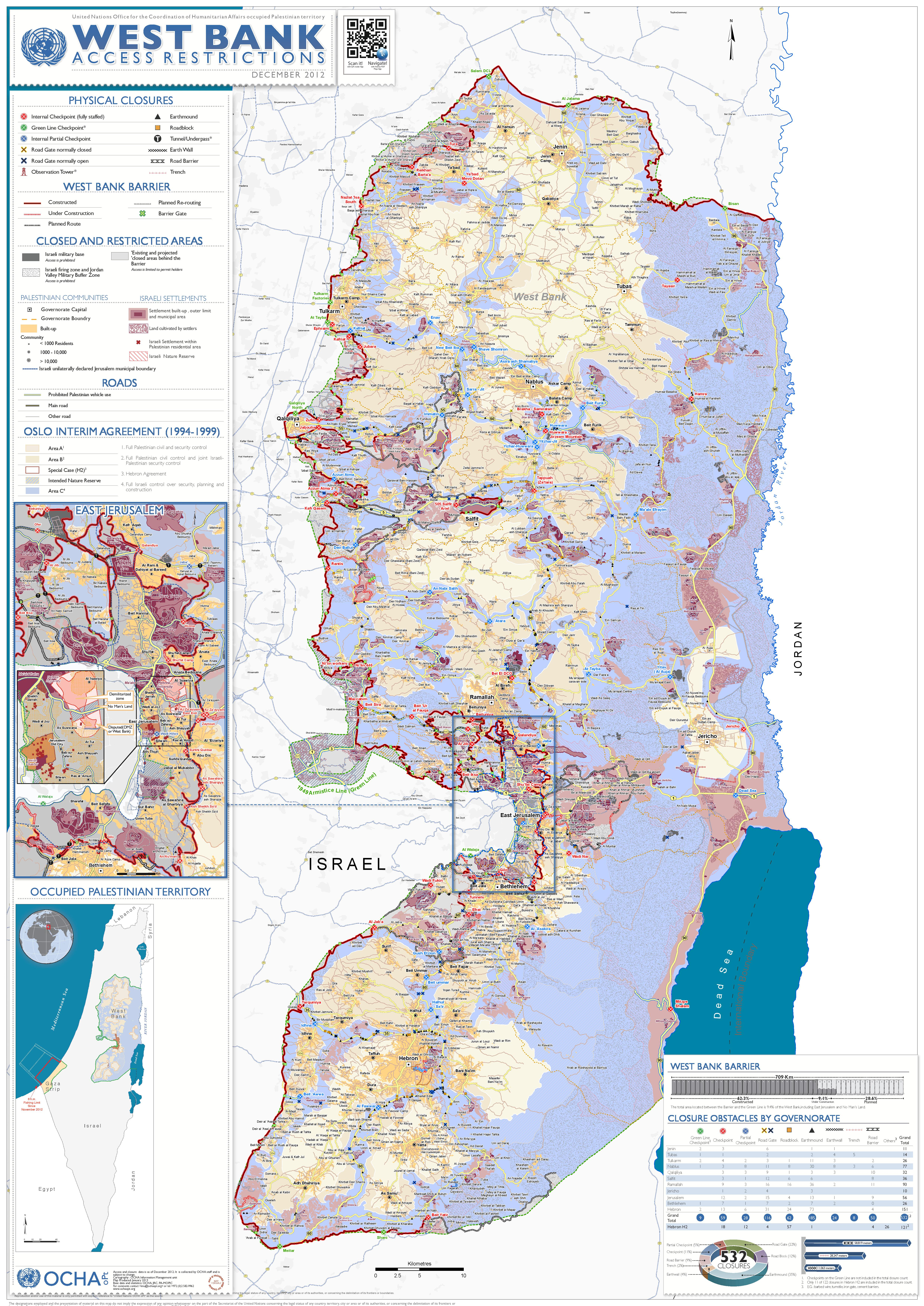
Bosättningar på Västbanken, 2012.

### På Västbanken, utanför Östra Jerusalem
På Västbanken, utöver i Östra Jerusalem, fanns det 328 423 bosättare år 2011. 42 procent av Västbanken är under bosättningarnas kontroll[förklaring behövs]. 21 procent av area för bebyggelsens på bosättningarna är på privatägd palestinsk mark.[förklaring behövs]

### Östra Jerusalem
I Östra Jerusalem fanns det 198 629 bosättare år 2010.
Israels regeringar har sedan Israels annektering av Östra Jerusalem 1967 försökt[källa behövs] skapa demografiska och geografiska förutsättningar som ska hindra framtida försök att utmana Israels behärskande av staden. Omkring 58 procent av Jerusalems invånare lever på mark som annekterades 1967. Israelerna har med olika medel förändra balansen mellan israeler och palestinier inom staden: att isolera Östra Jerusalem från Västbanken, att diskriminera vid exploatering av mark och vid byggande och rivning av hus, att återkalla medborgarskap för palestinier som levt utomlands i sju år eller som inte kan bevisa att deras livscentrum finns i Jerusalem, samt att snedfördela budgetarna för de två delarna. Trots dessa åtgärder har den arabiska befolkningen mångdubblats sedan Israels övertagande av Östra Jerusalem, vilket lett till att den arabiska befolkningen fortfarande är i majoritet[när?].

### På Golanhöjderna
På Golanhöjderna fanns det 20 347 bosättare år 2011. Golanhöjderna har annekterats av Israel, men detta har inte erkänts av det internationella samfundet, som fortsatt betraktar Golanhöjderna som syriskt territorium ockuperat av Israel.

### Gazaremsan
Bosättningarna i Gazaremsan utrymdes 2005. Då fanns det 7 826 bosättare.

## Problem för palestinierna
De judiska bosättningarna är till stor del länkade till Israel eller med varandra med vägar (”by pass roads”), som palestinierna inte får använda eller passera. Ett av de problem som bosättningarna skapar är att dessa vägar skär av Västbanken i separata delar och därmed försvårar palestinierna rörelse och transporter.

### Bosättarvåld
Rapporter från FN-organ och olika människorättsorganisationer liksom statliga israeliska utredningar har uppmärksammat och riktat skarp kritik mot att israeliska bosättare begår övergrepp palestinier. Israel  
anklagas för att inte fullgöra sina plikter och skydda den palestinska civilbefolkningen mot bosättarnas attacker.

## Legal status
Israelisk bosättningspolitik, inkluderat bosättningar i Jerusalem, bryter mot ett antal internationella överenskommelser: Haagkonventionen från 1907, fjärde Genèvekonventionen från 1949, vilken Israel har signerat, och flera FN-resolutioner.

### Haagkonventionen 1907 – Artiklar rörande privat egendom
- Artikel 46: Privat egendom kan inte bli konfiskerad.
- Artikel 55: Den ockuperande staten ska endast betraktas som administratörer av fast egendom i de ockuperade territoriet.
- Artikel 56: Kommuners egendom, även statlig egendom, ska betraktas som privat egendom.

### Fjärde Genèvekonventionen 1949
- Artikel 49: Den ockuperande makten ska inte deportera eller förflytta delar av sin egen civilbefolkning in i det territorium den ockuperar.
- Artikel 53: Det är förbjudet att förstöra offentlig eller privat egendom på ockuperad mark.

### Resolutioner från FN
- Resolution 252 (21 maj 1968) Uppmanar Israel att upphäva alla åtgärder som ändrar Jerusalems status.
- Resolution 446 (22 mars 1979) Fastställer att Israels policy att etablera bosättningar på arabiskt territorium ockuperade sedan 1967 saknar juridisk giltighet.
- Resolution 465 (1 mars 1980) Uppmanar Israel att avveckla de existerande bosättningarna och upphöra att etablera, planera och uppföra nya bosättningar.[9]
- Resolution 471 (5 juni 1980) Uppmanar återigen alla stater att icke förse Israel med sådan assistans som kan användas i samband med bosättningarna på ockuperad mark.
- Resolution 476 (30 juni 1980) Återupprepar att med våld ta territorium är otillåtligt; att ändra de fysiska, geografiska, demografiska och historiska egenskaperna på ockuperad mark, vilket Israel gör, är otillåtet och utgör ett flagrant brott mot fjärde Genèvekonventionen.
- Resolution 478 (20 augusti 1980) Förkunnar Israels tillägg till dess Basic Law angående annektering av Östra Jerusalem som ogiltig och uppmanar Israel att respektera fjärde Genèvekonventionen.

#### Resolutioner från FN:s generalförsamling
- Resolution 54/78 (22 februari 2000) Återbekräftar att fjärde Genèvekonventionen är applicerbar i de ockuperade palestinska områdena, inklusive Jerusalem, och i det ockuperade syriska Golan. Man överväger den skadliga effekt som Israels bosättningspolitik, -beslut och -aktiviteter har på fredsprocessen i Mellanöstern. Man återbekräftar att de israeliska bosättningarna i de palestinska områdena, inklusive Jerusalem, och i det ockuperade syriska Golan, är illegala och ett hinder för fred och ekonomisk och social utveckling. (Antagen med 149 röster mot 3, med 3 nedlagda).
- Resolution 54/230 (22 februari 2000) Återbekräftar principen om den permanenta suveränitet som folk under utländsk ockupation har över sina naturresurser. Uttrycker sin oro över Israels, den ockuperande maktens, exploatering av naturresurserna i de ockuperade palestinska områdena, inklusive Jerusalem, och andra arabiska territorier ockuperade av Israel sedan 1967. Medveten om den extra skadliga ekonomiska och sociala effekt som de israeliska bosättningarna har på de palestinska och andra arabiska naturresurserna, speciellt vad gäller konfiskeringen av land och den tvingade omdirigeringen av vattenresurserna. Uppmanar Israel, den ockuperande makten, att inte exploatera; orsaka förlust av eller utarma; eller sätta i fara naturresurserna i de ockuperade palestinska områdena, inklusive Jerusalem, och i det ockuperade syriska Golan. (Antagen med 145 röster mot 3, med 6 nedlagda).

#### FN:s människorättsråd
FN:s människorättsråd antog 22 mars 2012 en resolution om att utreda hur israeliska bosättningar på den ockuperade Västbanken inkräktar på palestiniernas mänskliga rättigheter. Resolutionen uppmanar också Israel att konfiskera bosättarnas vapen och stoppa bosättarnas våld mot palestinier. USA röstade som enda land emot resolutionen.